# Marathon masculin aux championnats du monde d'athlétisme 2017
Navigation
Pékin 2015 Doha 2019
L'épreuve du marathon masculin des championnats du monde de 2017 se déroule le 6 août 2017 dans les rues de Londres, au Royaume-Uni. Le parcours est différent de celui du marathon de Londres.

## Records et performances

### Records
Les records du marathon hommes (mondial, des championnats et par continent) étaient avant les championnats 2017 les suivants :
| Record                    | Athlète               | Pays       | Temps           | Lieu    | Date              |
| ------------------------- | --------------------- | ---------- | --------------- | ------- | ----------------- |
| Record du monde           | Dennis Kimetto        | Kenya      | 2 h 02 min 57 s | Berlin  | 28 septembre 2014 |
| Record des championnats   | Abel Kirui            | Kenya      | 2 h 06 min 54 s | Berlin  | 22 août 2009      |
| Record d'Afrique          | Dennis Kimetto        | Kenya      | 2 h 02 min 57 s | Berlin  | 28 septembre 2014 |
| Record d'Asie             | Toshinari Takaoka     | Japon      | 2 h 06 min 16 s | Chicago | 13 octobre 2000   |
| Record d'Amérique du Nord | Khalid Khannouchi     | États-Unis | 2 h 05 min 38 s | Londres | 14 avril 2002     |
| Record d'Amérique du Sud  | Ronaldo da Costa      | Brésil     | 2 h 06 min 05 s | Berlin  | 20 septembre 1998 |
| Record d'Europe           | António Pinto         | Portugal   | 2 h 06 min 36 s | Londres | 16 avril 2000     |
| Record d'Europe           | Benoît Zwierzchiewski | France     | 2 h 06 min 36 s | Paris   | 6 avril 2003      |
| Record d'Océanie          | Robert de Castella    | Australie  | 2 h 07 min 51 s | Boston  | 21 avril 1986     |

## Critères de qualification
Pour se qualifier pour les championnats, il faut avoir réalisé 2 h 19 min 0 s pour les hommes et 2 h 45 min  pour les femmes ou moins entre le 1er janvier 2016 et le 23 juillet 2017.

## Récit de la course
La course commence avec un peloton serré courant à une allure réguliere. Après 10 kilomètres de course, les foules britanniques souhaitaient voir Callum Hawkins en tête mais il y avait encore 59 autres coureurs dans le peloton principal. Après 15 kilomètres, il y en avait encore 31. Après le passage au semi-marathon, la course débute vraiment quand un groupe sort du peloton. On retrouve toute l'équipe kényane, deux Éthiopiens, deux Érythréens, le Tanzanien Alphonce Simbu et le Britannique Callum Hawkins. Dans ce groupe, Geoffrey Kirui, Tamirat Tola et Gideon Kipketer donnent clairement le rythme. Kipketer faiblit et c'est une course entre Kirui et Tola avec Simbu dorénavant à l'avant du deuxième groupe. À environ 10 kilomètres de l'arrivée, Tola décide qu'il ne veut pas de compagnie et tente d'attaquer mais Tola faiblit et c'est alors que Kirui revient seul. À 7 kilomètres de l'arrivée, Kirui creuse presque une minute d'écart avec ses poursuivants et tient jusqu'à la ligne d'arrivée. Tola lutte pour empêcher Simbu de lui prendre la médaille d'argent tandis qu'Hawkins termine quatrième devant son public.

## Médaillés
| Or                   | Argent             | Bronze               |
| Geoffrey Kirui (KEN) | Tamirat Tola (ETH) | Alphonce Simbu (TAN) |

## Résultats
| Rang               | Athlète                   | Nationalité    | Temps           | Notes |
| ------------------ | ------------------------- | -------------- | --------------- | ----- |
| Médaille d'or      | Geoffrey Kirui            | Kenya          | 2 h 08 min 27 s | SB    |
| Médaille d'argent  | Tamirat Tola              | Éthiopie       | 2 h 09 min 49 s |       |
| Médaille de bronze | Alphonce Simbu            | Tanzanie       | 2 h 09 min 51 s |       |
| 4                  | Callum Hawkins            | Royaume-Uni    | 2 h 10 min 17 s | PB    |
| 5                  | Gideon Kipketer           | Kenya          | 2 h 10 min 56 s |       |
| 6                  | Daniele Meucci            | Italie         | 2 h 10 min 56 s | PB    |
| 7                  | Yohanes Ghebregergis      | Érythrée       | 2 h 12 min 07 s |       |
| 8                  | Daniel Wanjiru            | Kenya          | 2 h 12 min 16 s |       |
| 9                  | Yūki Kawauchi             | Japon          | 2 h 12 min 19 s |       |
| 10                 | Kentarō Nakamoto          | Japon          | 2 h 12 min 41 s |       |
| 11                 | Solomon Mutai             | Ouganda        | 2 h 13 min 29 s |       |
| 12                 | Ezekiel Jafary            | Tanzanie       | 2 h 14 min 05 s |       |
| 13                 | Abdi Hakin Ulad           | Danemark       | 2 h 14 min 22 s | SB    |
| 14                 | Kaan Kigen Özbilen        | Turquie        | 2 h 14 min 29 s | SB    |
| 15                 | Shumi Dechasa             | Bahreïn        | 2 h 15 min 08 s | SB    |
| 16                 | Elkanah Kibet             | États-Unis     | 2 h 15 min 14 s |       |
| 17                 | Javier Guerra             | Espagne        | 2 h 15 min 22 s |       |
| 18                 | Ihor Olefirenko           | Ukraine        | 2 h 15 min 34 s | SB    |
| 19                 | Tsegaye Mekonnen          | Éthiopie       | 2 h 15 min 36 s |       |
| 20                 | Ernesto Andrés Zamora     | Uruguay        | 2 h 16 min 00 s | PB    |
| 21                 | Desmond Mokgobu           | Afrique du Sud | 2 h 16 min 14 s |       |
| 22                 | Mick Clohisey             | Irlande        | 2 h 16 min 21 s | SB    |
| 23                 | Valentin Pfeil            | Autriche       | 2 h 16 min 28 s |       |
| 24                 | Remigijus Kančys          | Lituanie       | 2 h 16 min 34 s |       |
| 25                 | Derlys Ayala              | Paraguay       | 2 h 16 min 37 s | SB    |
| 26                 | Hiroto Inoue              | Japon          | 2 h 16 min 54 s |       |
| 27                 | Ihor Russ                 | Ukraine        | 2 h 17 min 01 s | SB    |
| 28                 | Thonakal Gopi             | Inde           | 2 h 17 min 13 s |       |
| 29                 | Mert Girmalegesse         | Turquie        | 2 h 17 min 36 s |       |
| 30                 | Mohamed Reda El Aaraby    | Maroc          | 2 h 17 min 50 s |       |
| 31                 | Andrew Davies             | Royaume-Uni    | 2 h 17 min 59 s |       |
| 32                 | Mikael Ekvall             | Suède          | 2 h 18 min 12 s | SB    |
| 33                 | Pardon Ndhlovu            | Zimbabwe       | 2 h 18 min 37 s | SB    |
| 34                 | Munkhbayar Narandulam     | Mongolie       | 2 h 18 min 42 s | PB    |
| 35                 | Namupala Reonard          | Namibie        | 2 h 18 min 51 s | SB    |
| 36                 | Yuriy Rusyuk              | Ukraine        | 2 h 18 min 54 s | SB    |
| 37                 | Paulus Iiyambo            | Namibie        | 2 h 19 min 45 s |       |
| 38                 | Stephno Gwandu Huche      | Tanzanie       | 2 h 20 min 05 s |       |
| 39                 | Josh Griffiths            | Royaume-Uni    | 2 h 20 min 06 s |       |
| 40                 | Tiidrek Nurme             | Estonie        | 2 h 20 min 41 s | SB    |
| 41                 | Ghebrezgiabhier Kibrom    | Érythrée       | 2 h 21 min 22 s |       |
| 42                 | Bobby Curtis              | États-Unis     | 2 h 21 min 22 s | SB    |
| 43                 | Robert Chemonges          | Ouganda        | 2 h 21 min 24 s |       |
| 44                 | Happy Ndacha Mchelenje    | Malawi         | 2 h 21 min 39 s | PB    |
| 45                 | Jack Colreavy             | Australie      | 2 h 21 min 44 s |       |
| 46                 | Byambajav Tseveenravdan   | Mongolie       | 2 h 21 min 48 s |       |
| 47                 | Millen Matende            | Zimbabwe       | 2 h 21 min 52 s | SB    |
| 48                 | Ser-Od Bat-Ochir          | Mongolie       | 2 h 21 min 55 s |       |
| 49                 | Leslie Encina             | Chili          | 2 h 22 min 10 s |       |
| 50                 | Hassan Chani              | Bahreïn        | 2 h 22 min 19 s |       |
| 51                 | Ignas Brasevičius         | Lituanie       | 2 h 22 min 20 s | SB    |
| 52                 | David Nilsson             | Suède          | 2 h 22 min 53 s |       |
| 53                 | Roman Fosti               | Estonie        | 2 h 23 min 28 s | SB    |
| 54                 | Thomas Toth               | Canada         | 2 h 23 min 47 s |       |
| 55                 | Manuel Cabrera            | Chili          | 2 h 24 min 08 s |       |
| 56                 | Daviti Kharazishvili      | Géorgie        | 2 h 24 min 24 s |       |
| 57                 | Segundo Jami              | Équateur       | 2 h 24 min 28 s |       |
| 58                 | José Amado García         | Guatemala      | 2 h 25 min 03 s |       |
| 59                 | Hyosu Kim                 | Corée du Nord  | 2 h 25 min 08 s |       |
| 60                 | Brad Milosevic            | Australie      | 2 h 25 min 14 s |       |
| 61                 | David Carver              | Mauritanie     | 2 h 25 min 45 s | SB    |
| 62                 | Girmaw Amare              | Israël         | 2 h 26 min 37 s |       |
| 63                 | Sean Hehir                | Irlande        | 2 h 27 min 33 s |       |
| 64                 | Seungyeop Yu              | Corée du Sud   | 2 h 29 min 06 s |       |
| 65                 | Kwangsik Shin             | Corée du Sud   | 2 h 29 min 52 s |       |
| 66                 | Rok Puhar                 | Slovénie       | 2 h 33 min 12 s |       |
| 67                 | Juan Carlos Trujillo      | Guatemala      | 2 h 33 min 42 s | SB    |
| 68                 | Luis Alberto Orta         | Venezuela      | 2 h 33 min 42 s | SB    |
| 69                 | Luis Carlos Rivero        | Guatemala      | 2 h 41 min 39 s |       |
| 70                 | Ricardo Ramos             | Mexique        | 2 h 41 min 50 s | SB    |
| 71                 | Abraham Niyonkuru         | Burundi        | 2 h 42 min 27 s |       |
|                    | Sibusiso Nzima            | Afrique du Sud | DNF             |       |
|                    | Mariano Mastromarino      | Argentine      | DNF             |       |
|                    | Josh Harris               | Australie      | DNF             |       |
|                    | Abdelhadi El Hachimi      | Belgique       | DNF             |       |
|                    | Eric Gillis               | Canada         | DNF             |       |
|                    | Enzo Yáñez                | Chili          | DNF             |       |
|                    | Amanuel Mesel             | Érythrée       | DNF             |       |
|                    | Iván Fernández            | Espagne        | DNF             |       |
|                    | Ayad Lamdassem            | Espagne        | DNF             |       |
|                    | Augustus Maiyo            | États-Unis     | DNF             |       |
|                    | Yemane Tsegay             | Éthiopie       | DNF             |       |
|                    | Maru Teferi               | Israël         | DNF             |       |
|                    | Stefano La Rosa           | Italie         | DNF             |       |
|                    | Valērijs Žolnerovičs      | Lettonie       | DNF             |       |
|                    | Tsepo Mathibelle          | Lesotho        | DNF             |       |
|                    | Lebenya Nkoka             | Lesotho        | DNF             |       |
|                    | Bhumiraj Rai              | Népal          | DNF             |       |
|                    | Jorge Castelblanco        | Panama         | DNF             |       |
|                    | Jean-Pierre Castro        | Pérou          | DNF             |       |
|                    | Raúl Machacuay            | Pérou          | DNF             |       |
|                    | Ricardo Ribas             | Portugal       | DNF             |       |
|                    | Marius Ionescu            | Roumanie       | DNF             |       |
|                    | Anuradha Indrajith Cooray | Sri Lanka      | DNF             |       |
|                    | Ercan Muslu               | Turquie        | DNF             |       |
|                    | Nicolás Cuestas           | Uruguay        | DNF             |       |
|                    | Anguelmis Rojas           | Uruguay        | DNF             |       |
|                    | Cuthbert Nyasango         | Zimbabwe       | DNF             |       |
|                    | Lusapho April             | Afrique du Sud | DNS             |       |
|                    | Mumin Gala                | Djibouti       | DNS             |       |

### Temps intermédiaires
| Distance      | Athlète | Pays | Temps |
| ------------- | ------- | ---- | ----- |
| 5 km          |         |      |       |
| 10 km         |         |      |       |
| 15 km         |         |      |       |
| 20 km         |         |      |       |
| Semi-marathon |         |      |       |
| 25 km         |         |      |       |
| 30 km         |         |      |       |
| 35 km         |         |      |       |
| 40 km         |         |      |       |

## Légende
Records et Performances
- AR : Record continental (area record)
- CR : Record des championnats (championship record)
- MR : Record du meeting (meet record)
- NR : Record national (national record)
- OR : Record olympique (olympic record)
- PR : Record paralympique (paralympic record)
- PB : Record personnel (personal best)
- SB : Meilleure performance personnelle de la saison (season's best)
- WL : Meilleure performance mondiale de l'année (world leader)
- WJR : Record du monde junior (world junior record)
- WR : Record du monde (world record)

Circonstances et Conditions
- DNF : N'a pas terminé (did not finish)
- DNS : N'a pas pris le départ (did not start)
- DQ : Disqualification (disqualification)
- NM : Aucun essai valable enregistré (No Mark)
- Q : Qualifié « directement » au prochain tour (ou à la prochaine compétition), lors d'une compétition majeure, grâce au classement ou à la réalisation des minima (automatic qualifier)
- q : Qualifié au prochain tour (ou à la prochaine compétition), lors d'une compétition majeure, grâce au repêchage ou à la réalisation de l'une des meilleures performances parmi celles des « non qualifiés directement » (grâce au meilleur temps ou à la meilleure distance par exemple) (secondary qualifier)